# Chloropsina pallipes
Chloropsina pallipes är en tvåvingeart som beskrevs av Spencer 1986. Chloropsina pallipes ingår i släktet Chloropsina och familjen fritflugor. Inga underarter finns listade i Catalogue of Life.